# Nadežda Michajlovna Juneva
Nadežda Michajlovna Juneva (in russo: Надежда Михайловна Ю́нева, nome da sposata Nadežda Michajlovna Polovcova; 10 dicembre 1843 – 1908) è stata una nobildonna russa.

## Biografia
Era la figlia illegittima del granduca Michail Pavlovič Romanov. Nel 1844 venne adottata dal barone Aleksandr Ljudvigovič Štiglic, il più grande finanziere russo, direttore della Banca di Stato, e da sua moglie, il cui unico figlio morì durante l'infanzia.
Secondo i pettegolezzi dell'epoca, la bambina venne trovata tra i cespugli di lilla in un cesto per pannolini con appuntato un biglietto con su scritto 10 dicembre 1843. Fu battezzata con rito ortodosso, nonostante il fatto che il barone e sua moglie fossero luterani, divenendo la più ricca ereditiera del suo tempo.

## Matrimonio
Nel 1861 sposò Aleksandr Aleksandrovič Polovcov (1832-1909), segretario del Consiglio di Stato. Ebbero quattro figli:
- Anna Aleksandrovna (1862-1917), sposò il principe Aleksandr Dmitrievič Obolenskij;
- Nadežda Aleksandrovna (1865-1920), sposò il conte Aleksej Aleksandrovič Bobrinskij;
- Aleksandr Aleksandrovič (1867-1944);
- Pëtr Aleksandrovič (1874-1964).

Dopo la morte del padre adottivo, Nadežda e i suoi figli ereditarono proprietà immobiliari, tra cui fabbriche, terreni, due palazzi a San Pietroburgo e il cottage sul Stone Island, così come tutti i titoli fruttiferi.

## Morte
Morì nel 1908.